# 鲁道夫·龙巴尔多尼
鲁道夫·龙巴尔多尼（義大利語：Rodolfo Rombaldoni，1976年12月15日—），生于圣埃尔皮迪奥阿马雷，意大利男子篮球运动员。他曾代表意大利获得2004年夏季奥运会篮球比赛男子银牌。